# Aegis BMD

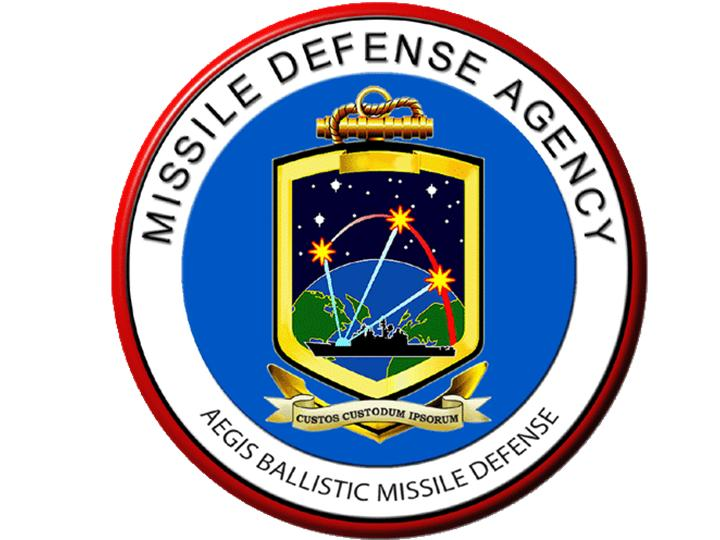
Logo systemu Aegis BMD

AEGIS Balistic Missile Defense (Aegis BMD) – morski system antybalistyczny Stanów Zjednoczonych oraz Japonii stanowiący jeden z segmentów amerykańskiego wielowarstwowego systemu obrony antybalistycznej (Ballistic Missile Defense). Na aktualnym etapie rozwoju, system jest elementem obrony w warstwie środkowej (midcourse defense) oraz terminalnej (terminal phase defense). Docelowo jednak, Aegis BMD obejmować ma wszystkie trzy warstwy obrony, począwszy od zwalczania pocisków balistycznych w ich startowej fazie lotu balistycznego (boost phase defense).

## Charakterystyka systemu
Aegis BMD jest rozwinięciem klasycznego systemu Aegis. W aktualnej fazie rozwojowej, powstaje poprzez dostosowanie części istniejących okrętów Aegis do wymagań obrony antybalistycznej. Pierwsza modyfikacja dotyczyła możliwości wyszukiwania i śledzenia dalekiego zasięgu Long-range Search and Track (LRS&T). Modyfikacja LRS&T każdego okrętu trwa około 6 tygodni, zaś jej koszt to ok. 10 milionów dolarów. Kolejnymi istotnymi modyfikacjami były zmiana dotychczasowego Aegis Combat System na Aegis BMD 3.0 Combat System w ramach modyfikacji o nazwie linebacker, a następnie Aegis BMD 3.03 umożliwiający zwalczanie pocisków balistycznych. Zmiany te uniemożliwiły jednakże zwalczanie innego rodzaju zagrożeń, co spowodowało niezadowolenie w niektórych kręgach Marynarki. Wbrew jednak początkowym obawom sceptyków, zmiany charakteru wybranych okrętów nie wpływają na zmniejszenie ich zdolności do współpracy z innymi zespołami floty, zwłaszcza z zespołami lotniskowcowymi w zakresie zwykłej obrony powietrznej. Umożliwiły to bowiem kolejne modernizacje, zwłaszcza zaś upgrade oprogramowania do wersji Aegis 3.6, umożliwiającej zarówno zwalczanie pocisków balistycznych jak i samolotów oraz rakietowych pocisków atmosferycznych.

### Aegis BMD 3.6 Combat System
Aegis BMD 3.6 jest najnowszą wersją wyposażenia oraz oprogramowania okrętu służącego do zwalczania pocisków balistycznych pośredniego (MRBM), średniego (IRBM) oraz krótkiego (SRBM) zasięgu, w odróżnieniu od poprzedniej wersji 3.0, umożliwiająca także wykonywanie innych zadań bojowych, na przykład obrony powietrznej. W skład tego systemu, wchodzą:
1. radary:
  - AN/SPY-1D – podstawowy, wielofunkcyjny radar okrętów typu Ticonderoga oraz Arleigh Burke. Ten matrycowo-fazowany radar zdolny jest do wyszukiwania, automatycznej detekcji oraz śledzenia celów powietrznych, nawodnych oraz balistycznych, a także naprowadzania na nie pocisków rakietowych.
  - AN/SPS-49 – działający w pasmie L (40 do 60 GHz, 5–7,5 mm) radar dalekiego zasięgu działający w analogicznym do SPY-1 zakresie zadań, pozbawiony jednakże niektórych wad radaru SPY-1[1].
2. pociski rakietowe w pionowych wyrzutniach MK 41 VLS:
  - Raytheon RIM-161 Standard Missile 3 Block IA oraz Block IB.
Pociski te służą do zwalczania pocisków balistycznych krótkiego i średniego zasięgu, jednakże z uwagi na ich zbyt małą prędkość, nie są w stanie zwalczać międzykontynentalnych pocisków balistycznych (ICBM). Na rok 2008, zaplanowane jest wprowadzenie do służby na okrętach Aegis BMD pocisków SM-3 Block IIA, o prędkości umożliwiającej zwalczanie również rakiet ICBM. Wszystkie pociski SM-3 są czterostopniowymi pociskami kinetycznymi wyposażonymi w głowicę kinetyczną LEAP.
  - Raytheon RIM-156 Standard SM-2ER Block IV (SM-2ER).
Planowany pocisk dla USA Navy ale ostatecznie anulowano zamowienia na niego i tę rakietę nigdy nie wprowadzono do służby – wyposażoną w konwencjonalną wybuchową głowicę odłamkową – wersją pocisku SM-2 klasy woda-powietrze, służącego zwalczaniu celów powietrznych (samoloty, śmigłowce, bezzałogowe aparaty latające, rakietowe pociski manewrujące i inne klasy ziemia-woda oraz woda-woda), a także – w ograniczonym zakresie – pocisków balistycznych.

### Sea-Based X-Band Radar (SBX)

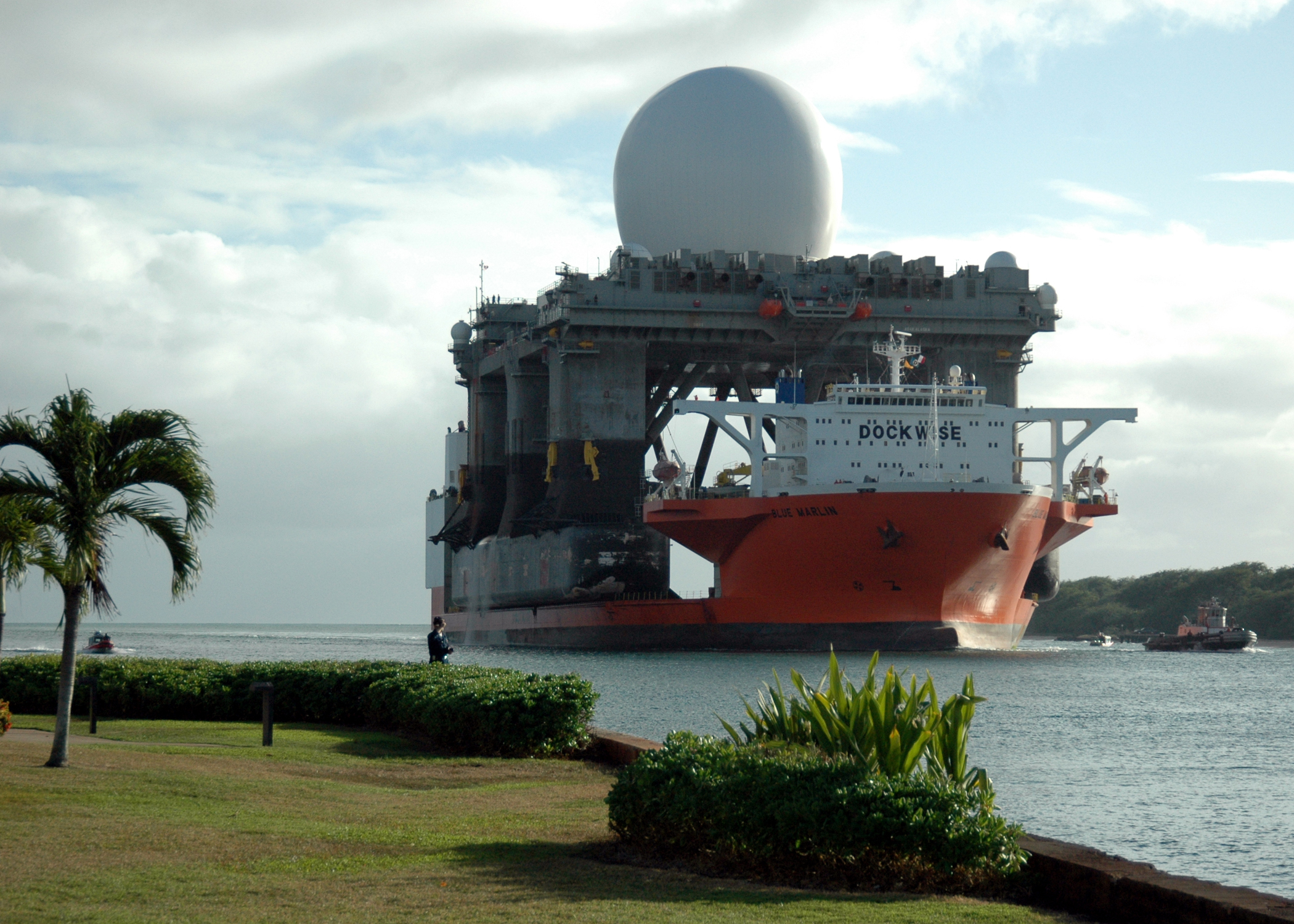
Radar SBX wpływa do Pearl Harbor w drodze na Alaskę (styczeń 2006).

Morski radar Sea-Based X-Band Radar (SBX) działający w zakresie fal X na platformie okrętowej, jest jednym z kluczowych elementów całego amerykańskiego systemu antybalistycznego, w tym także Aegis BMD. Radar ten wspomagający wykrywanie i śledzenie pocisków i głowic balistycznych, wykonuje również zadania polegające na wspomaganiu odróżniania przez głowice kinetyczne pocisków antybalistycznych stanowiących ich cele głowic bojowych od wabików, głowic fałszywych oraz pozostałości rakiety nośnej. Radar ten zainstalowany jest na platformie wiertniczej ropy naftowej umieszczonej na pokładzie statku o wyporności 50 000 ton. Całość platformy radaru zdolnej wraz z umieszczonym na niej radarem poruszać się z prędkością 8 węzłów, została zaprojektowana w Norwegii, zaś wykonana w Rosji, instalacja zaś i integracja samego radaru na tak przygotowanej platformie, nastąpiła w 2005 r. w Teksasie, w Stanach Zjednoczonych. Po przeprowadzeniu – w tym samym roku – testów morskich i wysokiej radiacji na Zatoce Meksykańskiej, cały radar został przemieszczony wokół Przylądka Dobrej Nadziei na Hawaje, gdzie dopłynął w styczniu 2006 r., aby następnie udać się do swojego portu macierzystego w Adak na Alasce.

## Przyszłość systemu

### Od Aegis do Aegis BMD
Do 2009 roku w pełni konwertowane z systemu Aegis do Aegis BMD ma być 18 okrętów. Plan rozbudowy okrętów tej grupy w oparciu o okręty typów Ticonderoga i Arleigh Burke, przedstawia zamieszczona niżej tabela:

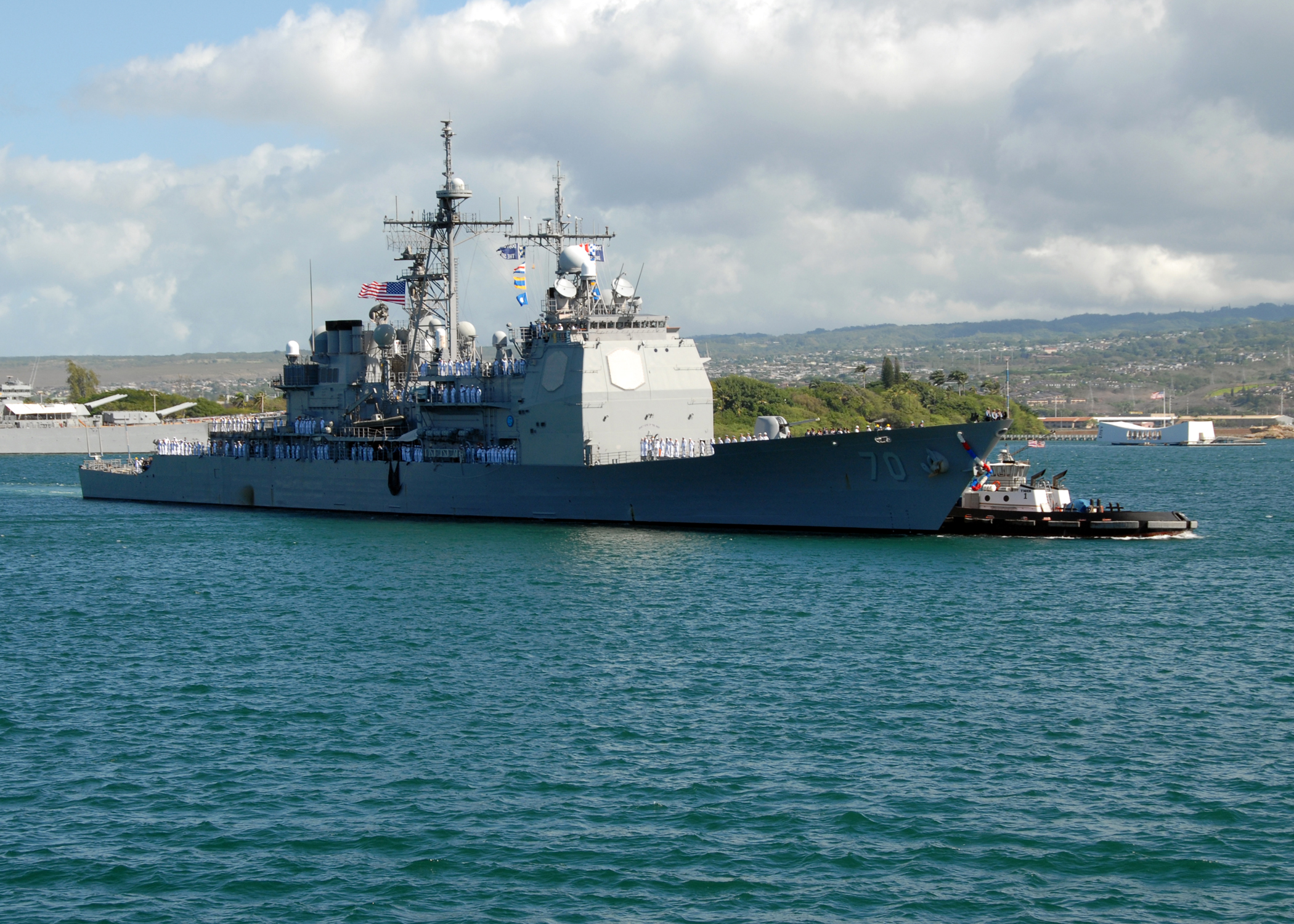
Krążownik rakietowy Aegis BMD USS „Lake Erie” (CG-70) w porcie macierzystym Pearl Harbor

| | Roczne zestawienie dostosowanych okrętów |      |      |      |      |      |
| Typ okrętu                                                                                          | 2004                                     | 2005 | 2006 | 2007 | 2008 | 2009 |
| Okręty zdolne do wykrywania i śledzenia pocisków balistycznych (LRS&T)                              |                                          |      |      |      |      |      |
| Ticonderoga                                                                                         | 1                                        | 0    | 0    | 0    | 0    | 0    |
| Arleigh Burke                                                                                       | 5                                        | 9    | 10   | 8    | 1    | 0    |
| Suma                                                                                                | 6                                        | 9    | 10   | 8    | 1    | 0    |
| Okręty zdolne do przechwytywania pocisków balistycznych i urządzeń atmosferycznych (Aegis BMD 3.06) |                                          |      |      |      |      |      |
| Ticonderoga                                                                                         | 0                                        | 2    | 3    | 3    | 3    | 3    |
| Arleigh Burke                                                                                       | 0                                        | 0    | 3    | 6    | 14   | 15   |
| Suma                                                                                                | 0                                        | 2    | 6    | 9    | 17   | 18   |
| W pełni funkcjonalne okręty Aegis BMD                                                               |                                          |      |      |      |      |      |
| Razem okrętów                                                                                       | 0                                        | 11   | 16   | 17   | 18   | 18   |

### Krążowniki CG(X)
Po zakończeniu wprowadzania do systemu Aegis BMD okrętów Aegis, Marynarka Stanów Zjednoczonych planuje pozyskanie do Aegis BMD 19 nowych krążowników typu CG(X). Okręty te mają dysponować radarami o większych od aktualnie używanych możliwościach, przede wszystkim zaś dysponować podobnie dużymi możliwościami w zakresie zarówno obrony antybalistycznej, jak i powietrznej przyszłości. Będą uzbrojone w najnowsze rakietowe pociski antybalistyczne serii Standard SM-3 i wielofunkcyjne SM-6 ERAM firmy Raytheon oraz Kinetic Energy Interceptor (KEI) produkcji Northrop Grumman. Wraz z rozwojem technologii pocisk SM-3 Block IIA zostanie wyposażony w system MKV. Dzięki temu uzbrojeniu okręty CG(X) będą mogły zwalczać rakietowe pociski balistyczne we wszystkich fazach ich lotu. Pierwotnie, rozpoczęcie budowy pierwszego okrętu typu CG(X) planowane było na rok budżetowy 2011, ostatniego zaś na rok budżetowy 2018, jednakże pierwotne plany uległy częściowej zmianie, i pewne wydatki na program krążownika CG(X) ujęto już w planie budżetowym na rok 2006. W przypadku braku opóźnień programu, pierwszy okręt tego typu wejdzie do służby w roku 2017, ostatni zaś w 2029. Pewne opóźnienia są jednak możliwe, jest to bowiem uzależnione od środków budżetowych przydzielonych US Navy i konieczności ich dzielenia pomiędzy różne programy Marynarki. Opóźnienia te mnogą spowodować możliwość wcielania do służby jedynie jednego okrętu rocznie, co przedłuży czas trwania całego programu dziewiętnastu okrętów o wiele lat.
Realizacja programu CG(X) w takim kształcie uzależniona jest także od postępu prac nad nowym radarem. W przypadku opóźnień w tych ostatnich pracach, zostaną na nie skierowane dodatkowe środki z ogólnego budżetu programu CG(X), sam zaś okręt tymczasowo zastąpiony zostanie inna – tańszą klasą, kosztem niektórych możliwości bojowych. Nowy radar o założonych możliwościach walki w ramach BMD jest bowiem sprawą pierwszoplanową i Agencja Obrony Antybalistycznej (Missile Defense Agency – MDA) wraz z Pentagonem i Marynarką, gotowe są poświęcić niektóre inne możliwości nowych okrętów, na ołtarzu zdolności antybalistycznych.

## Program antybalistyczny Aegis BMD
System Aegis BMD powstaje jako przedłużenie systemu Aegis, jego podstawowym zaś zadaniem w przewidywalnej przyszłości jest i będzie rozwój zdolności do obrony przeciwko pociskom balistycznym każdego rodzaju i zasięgu. Program ten wpisuje się w ogólną koncepcję wielowarstwowej obrony antybalistycznej na każdym etapie lotu pocisku balistycznego, przy czym w odróżnieniu od innych elementów systemu BMD, zwalczać ma pociski balistyczne w każdej fazie ich lotu. Podobnie jak wszystkie inne elementy BMD, zgodnie z prezydencką dyrektywa, również ten wprowadzany jest stopniowo, w miarę osiągania choćby wstępnej zdolności bojowej przez jego poszczególne komponenty. I tak, mimo trwania wciąż testów operacyjnych (ang. operational tests) pocisków SM-3 Block IA i Block IB, okręty wyposażone w te systemy znajdują się już w czynnej służbie bojowej.

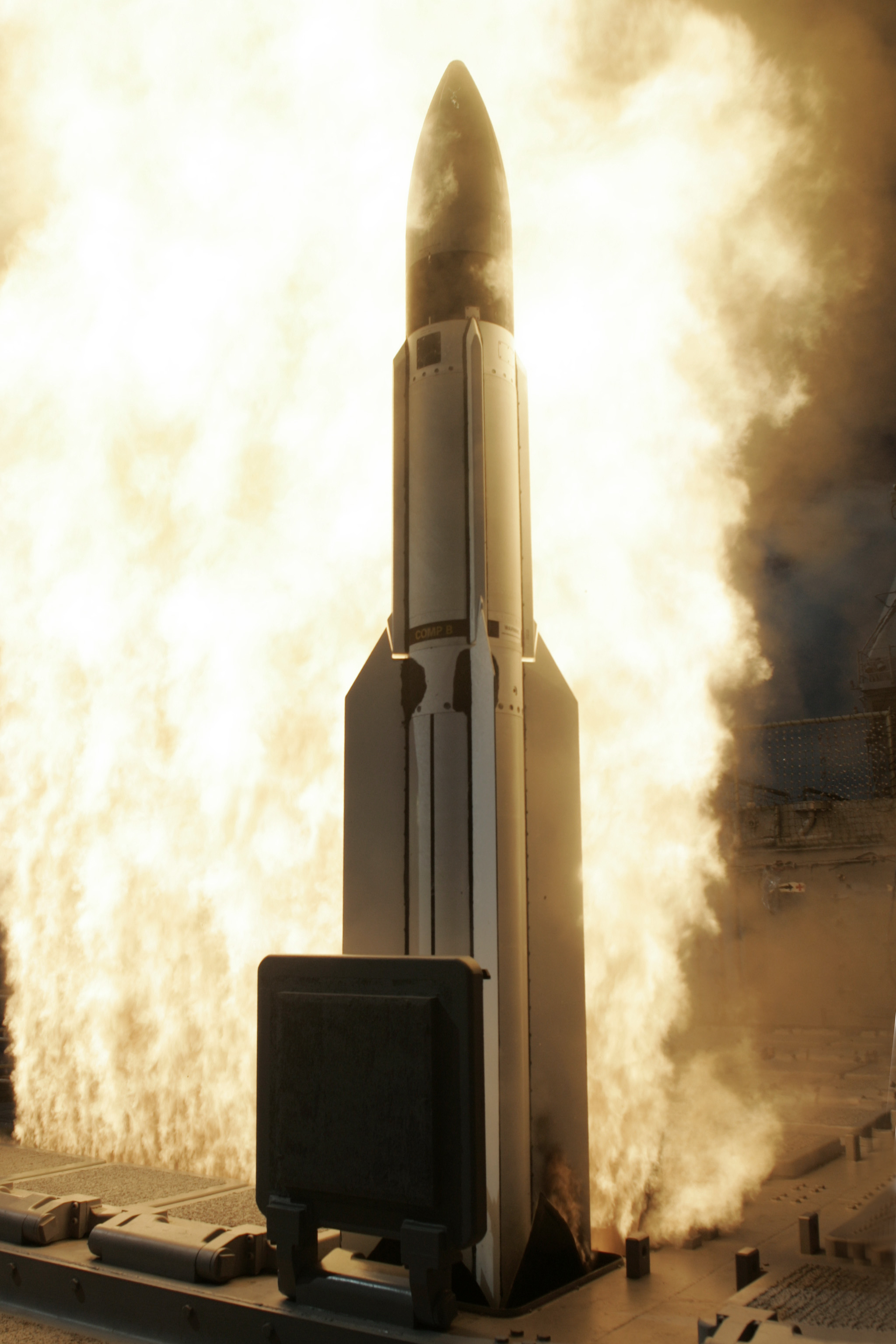
SM-3 Block IA – start z VLS USS Lake Erie (CG-70) w teście FTM-04-2

W ramach założeń systemu Aegis BMD przewidziano stopniowe wprowadzanie do służby pocisków:
- SM-3 Block IA i SM-3 Block IB służących zwalczaniu pocisków balistycznych krótkiego, średniego i pośredniego zasięgu w fazie środkowej oraz terminalnej (po powrocie do atmosfery).
- SM-3 Block II i Block IIA z pojedynczą głowicą LEAP, służących zwalczaniu wszelkich rodzajów pocisków balistycznych – w tym także międzykontynentalnych (ICBM), a po wstępnym ukończeniu prac nad stosownymi technologiami, zastąpienie ich pociskami SM-3 Block IIB wyposażonych w pięciogłowicową wersję system wielogłowicowego technologii Multiple Kill Vehicle. MDA planuje wejście do służby pocisku Block II na rok 2013 zaś Block IIA na rok 2016. Pociski te znajdują się już na etapie testów rozwojowych (ang. developmental tests), po ukończeniu których przeniesione zostaną do etapu testów operacyjnych i zainstalowane na okrętach.
- Kinetic Energy Interceptor (KEI), których celem mają być pociski balistyczne znajdujące się w fazie startowej, to jest przed wyjściem do egzosfery i oddzieleniem się głowicy od członów napędowych. Przewiduje się jednakże, że pociski te będą miały również pewne możliwości zwalczania celów także w środkowej fazie lotu balistycznego – w egzosferze.

W planach MDA jest także niszczenie pocisków balistycznych na ich wyrzutniach, przed wystrzeleniem – za pomocą ultraszybkich pocisków manewrujących o prędkości kilkukrotnie przekraczającej prędkość dźwięku. Jednakże jakkolwiek zadania tego rodzaju będą realizowane w dużej mierze także przez Marynarkę, ten rodzaj zadań antybalistycznych nie jest ściśle związany z systemem Aegis BMD.
Systemy Multiple Kill Vehicle (MKV) oraz Kinetic Energy Interceptor (KEI) w roku 2007 znajdowały się wciąż jeszcze na etapie prac projektowych. Zwalczanie pocisków balistycznych w ich fazie startowej, wymaga niezwykłej prędkości pocisku antybalistycznego, osiągnięcie której wymaga silniejszych, większych stopni napędowych, co z kolei skutkuje koniecznością umieszczenia ich w większych wyrzutniach, umieszczonych w większych okrętach. Okrętami tymi, w myśl planów MDA i US Navy mają być krążowniki CG(X) oraz najprawdopodobniej okręty LPD typu San Antonio i przezbrojone (typu SSGN) atomowe okręty podwodne typu  Ohio.
Według danych z 26 czerwca 2007 roku, całkowity budżet na badania naukowe, prace konstrukcyjne i testowe Aegis BMD w latach budżetowych 1995-2013 to 12 424,70 mln dolarów.

## Współpraca międzynarodowa
Współpracą ze Stanami Zjednoczonymi w ramach Aegis BMD, w różnym stopniu zainteresowane są różne kraje. Stany Zjednoczone są jednak dość wstrzemięźliwe w międzynarodowym transferze technologii BMD oraz udzielaniu dostępu do prac nad tymi technologiami, i to mimo zachęcania do tego władz wykonawczych przez Kongres Stanów Zjednoczonych. Wyjątkiem w tym zakresie jest Japonia.

### Japonia

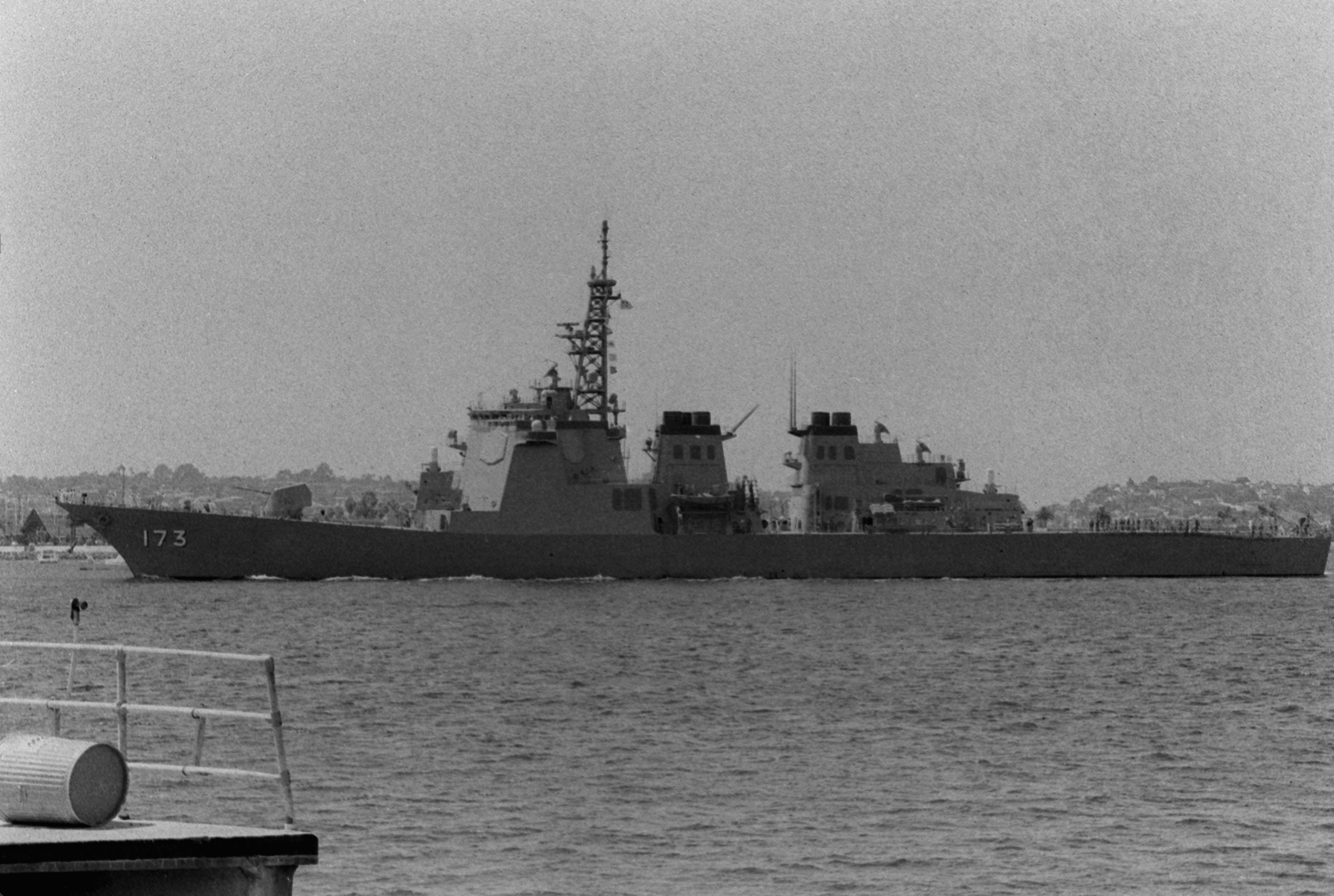
Japoński Aegis BMD „Kongō” (DDG-173) w San Diego, USA

Japońskie zainteresowanie systemem obrony antybalistycznej i współpracą z USA w tym zakresie bierze swój początek w sierpniu 1998 r., kiedy w ramach przeprowadzonego przez Koreę Północną testu pocisku balistycznego Taepo Dong-1, pocisk ten przeleciał nad Japonią zanim wpadł do Pacyfiku. W 1999 roku, Stany Zjednoczone podpisały z Japonia pierwszą umowę o kooperacji przy pracach badawczych i konstrukcyjnych nad pociskiem SM-3 Block II i Block IIA. Umowa zobowiązała strony do wspólnego finansowania prac nad czterostopniowym pociskiem – sensorami, zaawansowanymi głowicami kinetycznymi, drugim stopniem napędowym oraz lekkim wagowo stożkiem pocisku. Niezależnie od tej umowy, Japonia dostosowuje swoje rakietowe niszczyciele Aegis typu Kongō – „Kongō” (DDG-173), JDS Chōkai (DDG-176), JDS Myōkō (DDG-175) i JDS Kirishima (DDG-174) do standardu Aegis BMD. 17 grudnia 2007 roku, przy współudziale strony amerykańskiej, z pokładu japońskiego niszczyciela „Kongō” (DDG-173) z sukcesem przeprowadzono pierwszy japoński (dwunasty udany w ogóle z 14 przeprowadzonych) test pocisku SM-3 Block IA.

### Inne kraje
Udziałem w programie Aegis BMD lub pozyskaniem niektórych jego technologii, zainteresowane są również:
- Korea Południowa – prowadząca w tej chwili bardzo zaawansowane rozmowy ze Stanami Zjednoczonymi na temat wyposażenia niszczycieli tego kraju w systemy antybalistyczne w zakresie obrony fazy terminalnej.
- Australia – w roku 2004 Australia podpisała Memorandum of understanding (MOU), którego przedmiotem jest system obrony antybalistycznej, na podstawie którego, Australia prowadzi wspólnie z USA pewne projekty związane z morskim segmentem obrony antybalistycznej.
- Wielka Brytania – w 2003 roku podpisało MOU ze Stanami Zjednoczonymi, na podstawie którego prowadzone były prace studialne na temat możliwości wyposażenia w elementy antybalistyczne planowanych brytyjskich niszczycieli typu 45. Prace zostały zakończone, a ich wyniki ocenione w marcu 2007 roku[9].
- Niemcy – planują wyposażyć niektóre swoje jednostki w system long-range search and track (LRS&T).
- Holandia – Holandia planuje wyposażyć w systemy antybalistyczne należące do tego kraju fregaty. Na etapie zaawansowanym są negocjacje w sprawie zakupu przez Holandię Aegis BMD 3.06 Combat System oraz pocisków SM-3. Stany Zjednoczone przekazały już temu krajowi informacje o cenach. Jeden z holenderskich okrętów prowadził też śledzenie celu podczas testu FTM-11, w grudniu 2006 r[10].
- Hiszpania – jeden z okrętów Aegis tego państwa służył do śledzenia celu w teście FTM-12.

## Zastosowanie
21 lutego 2008 Stany Zjednoczone z wykorzystaniem systemu AEGIS BMD zainstalowanego na pokładzie krążownika rakietowego USS „Lake Erie” za pomocą pocisku SM-3 zniszczyły tajnego satelitę wywiadowczego USA 193, który wymknął się spod kontroli.